# Taula d'encaminament

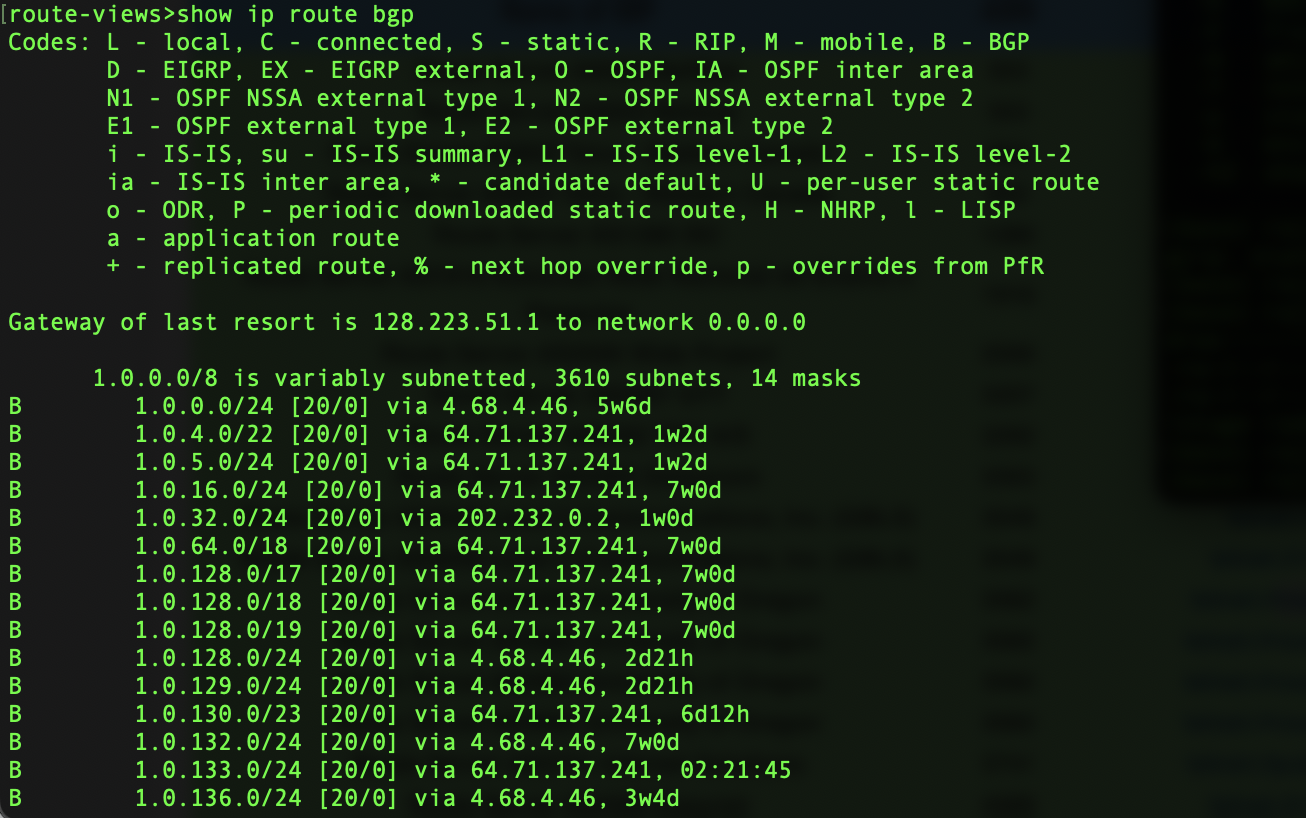
Taula de rutes que mostra les rutes BGP d'Internet

En xarxes d'ordinadors, una taula d'encaminament, o base d'informació d'encaminament (RIB), és una taula de dades emmagatzemada en un encaminador o un host de xarxa que enumera les rutes cap a unes destinacions de xarxa concretes i, en alguns casos, mètriques (distàncies) associades a aquestes rutes.. La taula d'encaminament conté informació sobre la topologia de la xarxa immediatament al seu voltant.

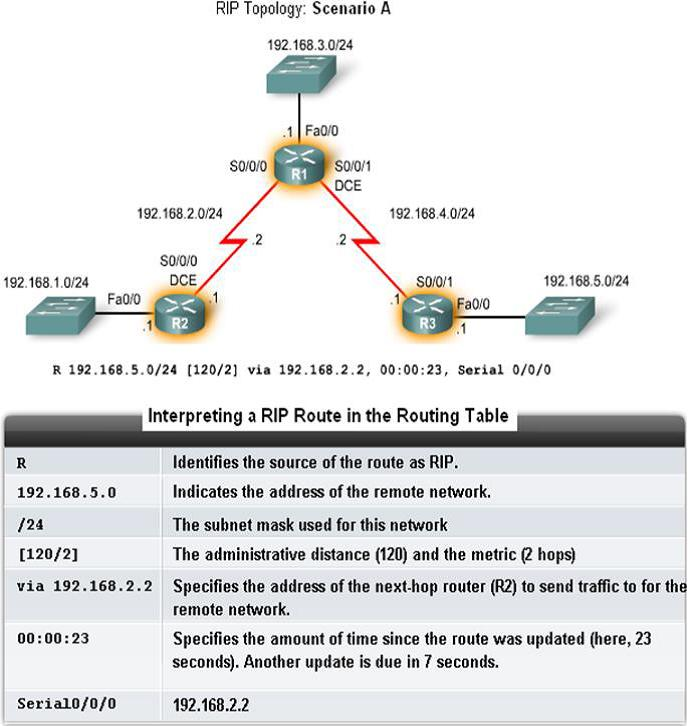
Exemple de Taula d'encaminament

La construcció de taules d'encaminament és l'objectiu principal dels protocols d'encaminament. Les rutes estàtiques són entrades que es fixen, en lloc de ser el resultat de protocols d'encaminament i procediments de descobriment de topologia de xarxa.

## Visió general
Una taula d'encaminament és anàloga a un mapa de distribució en el lliurament de paquets. Sempre que un node necessiti enviar dades a un altre node d'una xarxa, primer ha de saber on enviar-les. Si el node no es pot connectar directament al node de destinació, l'ha d'enviar a través d'altres nodes al llarg d'una ruta fins al node de destinació. Cada node ha de fer un seguiment de la manera de lliurar diversos paquets de dades, i per això utilitza una taula d'encaminament. Una taula d'encaminament és una base de dades que fa un seguiment dels camins, com ara un mapa, i els utilitza per determinar de quina manera s'envia el trànsit. Una taula d'encaminament és un fitxer de dades a la memòria RAM que s'utilitza per emmagatzemar informació de ruta sobre xarxes connectades directament i remotes. Els nodes també poden compartir el contingut de la seva taula d'encaminament amb altres nodes.
La funció principal d'un encaminador és reenviar un paquet cap a la seva xarxa de destinació, que és l'adreça IP de destinació del paquet. Per fer-ho, un encaminador ha de cercar la informació d'encaminament emmagatzemada a la seva taula d'encaminament. La taula d'encaminament conté associacions de xarxa/next hop. Aquestes associacions diuen a un encaminador que es pot arribar de manera òptima a una destinació determinada enviant el paquet a un encaminador específic que representa el següent salt en el camí cap a la destinació final. La següent associació de salt també pot ser la interfície de sortida o de sortida cap a la destinació final.
Amb l'encaminament salt a salt, cada taula d'encaminament enumera, per a totes les destinacions accessibles, l'adreça del següent dispositiu al llarg del camí cap a aquesta destinació: el següent salt. Suposant que les taules d'encaminament són coherents, el simple algorisme de retransmetre paquets al següent salt de la seva destinació és suficient per lliurar dades a qualsevol lloc de la xarxa. Hop-by-hop és la característica fonamental de la capa d'Internet IP i la capa de xarxa OSI.
Les taules d'encaminament també són un aspecte clau de determinades operacions de seguretat, com ara el reenviament de ruta inversa unicast (uRPF). En aquesta tècnica, que té diverses variants, l'encaminador també busca, a la taula d'encaminament, l' adreça d'origen del paquet. Si no hi ha cap ruta de tornada a l'adreça d'origen, se suposa que el paquet està mal format o està implicat en un atac de xarxa i s'elimina.

## Dificultats
La necessitat d'enregistrar rutes a un gran nombre de dispositius utilitzant espai d'emmagatzematge limitat representa un repte important en la construcció de taules d'encaminament. A Internet, la tecnologia d'agregació d'adreces dominant actualment és un esquema de concordança de prefixos per bits anomenat Classless Inter-Domain Routing (CIDR). Les superxarxes també es poden utilitzar per ajudar a controlar la mida de la taula d'encaminament.

## Continguts
La taula d'encaminament consta d'almenys tres camps d'informació:
1. identificador de xarxa: la subxarxa de destinació i la màscara de xarxa
2. mètrica: la mètrica d'encaminament del camí per on s'ha d'enviar el paquet. El recorregut anirà en direcció a la passarel·la amb la mètrica més baixa.
3. següent salt: el següent salt, o passarel·la, és l'adreça de la següent estació a la qual s'ha d'enviar el paquet de camí cap a la seva destinació final.

Depenent de l'aplicació i la implementació, també pot contenir valors addicionals que perfeccionen la selecció del camí:
1. qualitat del servei associat a la ruta. Per exemple, la bandera U indica que una ruta IP està activada.
2. criteris de filtratge: llistes de control d'accés associades a la ruta
3. interfície: com ara eth0 per a la primera targeta Ethernet, eth1 per a la segona targeta Ethernet, etc.

A continuació es mostra un exemple de com podria semblar la taula anterior en un ordinador connectat a Internet mitjançant un encaminador domèstic:
| Destinació de la xarxa | Màscara de xarxa | Porta d'entrada | Interfície    |
| ---------------------- | ---------------- | --------------- | ------------- |
| 0.0.0.0                | 0.0.0.0          | 192.168.0.1     | 192.168.0.100 |
| 127.0.0.0              | 255.0.0.0        | 127.0.0.1       | 127.0.0.1     |
| 192.168.0.0            | 255.255.255.0    | 192.168.0.100   | 192.168.0.100 |
| 192.168.0.100          | 255.255.255.255  | 127.0.0.1       | 127.0.0.1     |
| 192.168.0.1            | 255.255.255.255  | 192.168.0.100   | 192.168.0.100 |

- Les columnes Destinació de la xarxa i Màscara de xarxa descriuen conjuntament l'identificador de xarxa tal com s'ha esmentat anteriorment. Per exemple, la destinació 192.168.0.0 i la màscara de xarxa 255.255.255.0 es poden escriure com 192.168.0.0/24.
- La columna Gateway conté la mateixa informació que el Next hop, és a dir, apunta a la passarel·la a través de la qual es pot accedir a la xarxa.
- La interfície indica quina interfície disponible localment és responsable d'arribar a la passarel·la. En aquest exemple, es pot accedir a la passarel·la 192.168.0.1 (l'encaminador d'Internet) a través de la targeta de xarxa local amb l'adreça 192.168.0.100.
- Finalment, la mètrica indica el cost associat d'utilitzar la ruta indicada. Això és útil per determinar l'eficiència d'una ruta determinada des de dos punts d'una xarxa. En aquest exemple, és més eficient comunicar-se amb el propi ordinador mitjançant l'ús de l'adreça 127.0.0.1 (anomenada localhost) que no pas amb 192.168.0.100 (l'adreça IP de la targeta de xarxa local).

## Taula de reenviament
En general, les taules d'encaminament no s'utilitzen directament per al reenviament de paquets a les arquitectures d'encaminadors modernes; en canvi, s'utilitzen per generar la informació per a una taula de reenviament més senzilla. Aquesta taula de reenviament conté només les rutes que són escollides per l'algoritme d'encaminament com a rutes preferides per al reenviament de paquets. Sovint es troba en un format comprimit o precompilat que està optimitzat per a l'emmagatzematge i la cerca de maquinari.
Aquesta arquitectura d'encaminador separa la funció del pla de control de la taula d'encaminament de la funció del pla de reenviament de la taula de reenviament. Aquesta separació de control i reenviament proporciona un reenviament ininterromput d'alt rendiment.